# Tina fulvinervis
Tina fulvinervis är en kinesträdsväxtart som beskrevs av Ludwig Radlkofer. Tina fulvinervis ingår i släktet Tina och familjen kinesträdsväxter. Inga underarter finns listade i Catalogue of Life.